# Borussia Hückelhoven
Borussia Hückelhoven (offiziell: Fußballclub Borussia 1922 Hückelhoven e.V.) ist ein Sportverein aus Hückelhoven im Kreis Heinsberg. Die erste Fußballmannschaft spielte neun Jahre in der höchsten mittelrheinischen Amateurliga.

## Geschichte
Der Verein wurde im Jahre 1922 gegründet. Ab 1947 spielte die Mannschaft in der Bezirksklasse, wo die Borussia zwei Jahre später Meister wurde und in die Landesliga, der seinerzeit höchsten Amateurliga am Mittelrhein aufstieg. Nach dem Aufstieg übernahm der ehemalige deutsche Nationalspieler Ernst Kuzorra das Traineramt. Kuzorra führte das Team in der Saison 1950/51 auf Platz drei, bevor er Hückelhoven wieder verließ. Einem erneuten dritten Platz in der Saison 1952/53 folgte ein Jahr später der Abstieg in die Bezirksklasse. Die Borussia schaffte zunächst den direkten Wiederaufstieg, verpasste aber 1956 die Qualifikation für die neu geschaffene Verbandsliga Mittelrhein. In den Jahren 1959 und 1963 wurden die Hückelhovener jeweils Dritter der Landesliga, bevor die Mannschaft in die Bezirksklasse abstieg.
In der Saison 1967/68 kehrte die Borussia für ein Jahr in die Landesliga zurück, bevor der Verein Horst Meyer vom Rheydter Spielverein als Trainer verpflichtete. Meyer brachte gleich zwei Spieler mit, und die Hückelhovener feierten zwei Aufstiege in Folge und erreichten damit 1970 die Verbandsliga Mittelrhein. Nach drei Jahren Verbandsliga stieg die Borussia 1972/73 wieder ab und musste sechs Jahre später den Gang in die Bezirksklasse antreten. Zwischenzeitlich wieder aufgestiegen ging es 1982 wieder runter in die Bezirksliga. Die Borussia kam in den folgenden Jahren nicht mehr über lokale Spielklassen hinaus. Im Jahre 2004 stiegen die Hückelhovener in die Kreisliga B ab und verabschiedeten sich im Jahre 2011 in die Kreisliga C, der untersten Spielklasse im Kreis Heinsberg. Fünf Jahre später stiegen die Spieler als Meister erneut in die Kreisliga B auf, ehe es 2025 wieder runter in die Kreisliga C ging.

## Stadion
Das bespielte Glück-Auf-Stadion wird ab 2023 aufgegeben und weicht Bebauung. Der neue Standort wird an der Straße Am Alten Schacht ab 2021 errichtet.

## Persönlichkeiten
- Ernst Kuzorra